# 托卵

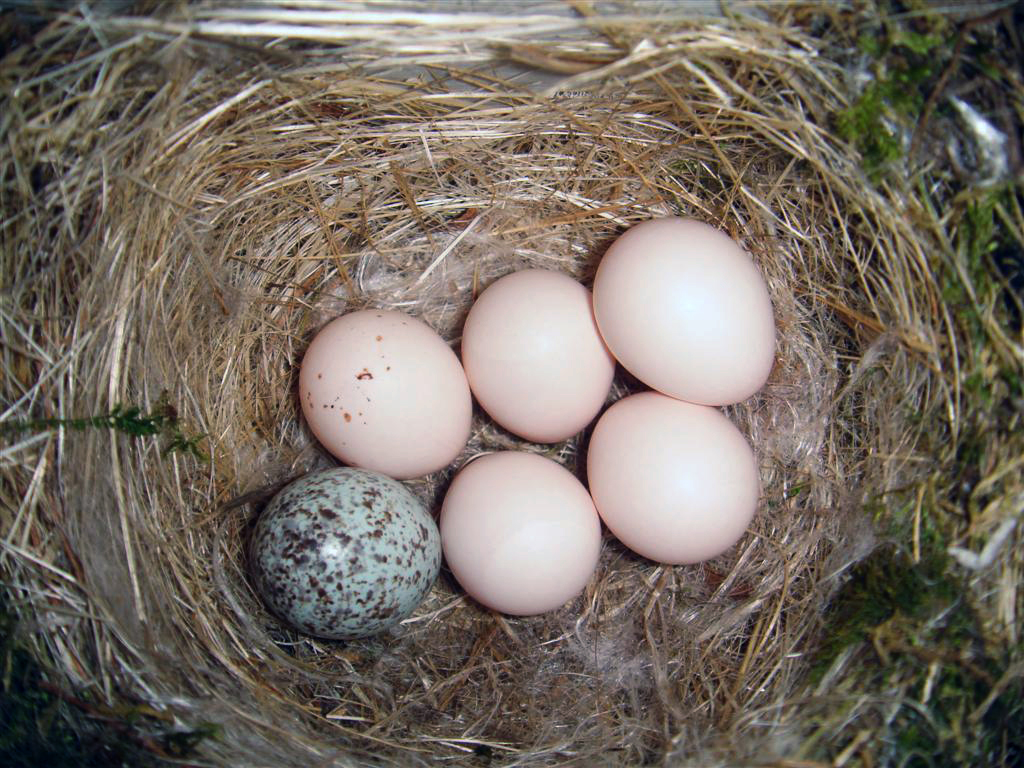
コウウチョウに托卵されたツキヒメハエトリの巣

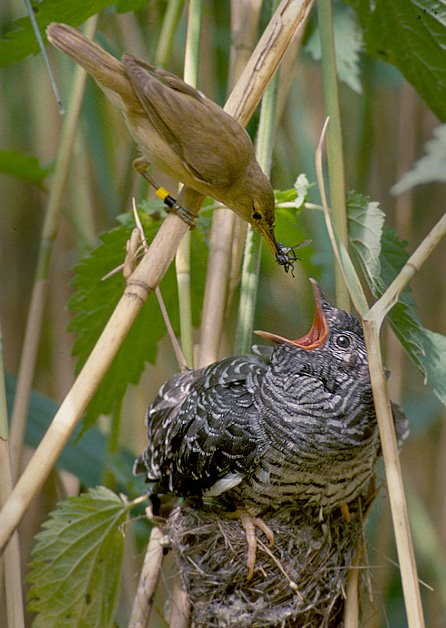
自分より大きいカッコウの雛に餌を与えるオオヨシキリ

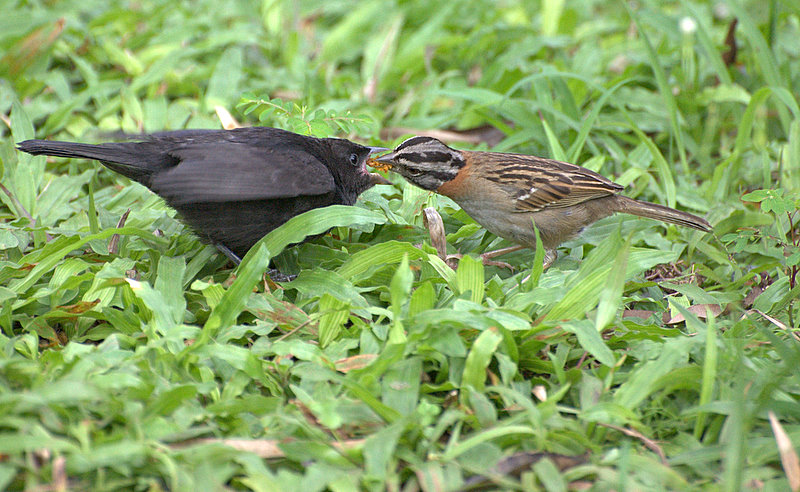
テリバネコウウチョウの若鳥に餌を与えるアカエリシトド

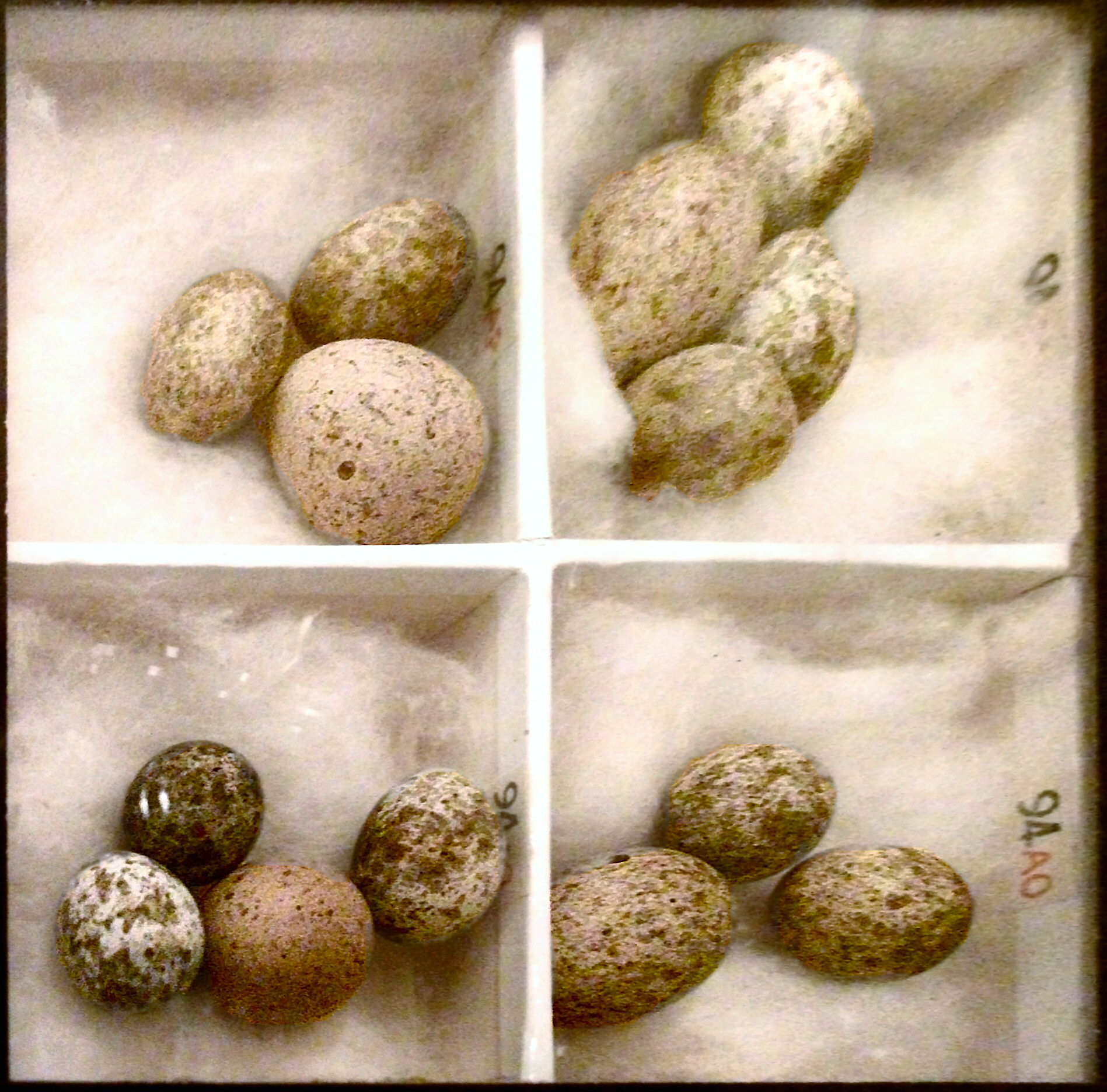
それぞれの卵のグループには、ヨシキリの卵に混じってカッコウの大きい卵が1つずつ含まれている

托卵（たくらん、brood parasite、brood mimicry、egg mimicry）とは動物の習性のひとつ。自分の卵への世話を他の動物に托す（代行させる）こと。巣作り・抱卵・子育てなどを仮親に托す（代行させる）ことを托卵。育ての親を「仮親」と表現する。
もともとは鳥類の行為を指したが、魚類・昆虫類の行為も指す。寄生の一種と言って良い。同種に対して行う場合を種内托卵・他種に対して行う場合を種間托卵と言う。

## 鳥類

### 種間托卵
種間托卵でよく知られているのは、カッコウなどカッコウ科の鳥類が、オオヨシキリ、ホオジロ、モズ等の巣に托卵する例である。カッコウの雛は比較的短期間（10 - 12日程度）で孵化し、巣の持ち主の雛より早く生まれることが多い。孵化したカッコウの雛は巣の持ち主の卵や雛を巣の外に押し出してしまう。その時点でカッコウの雛は仮親の唯一の雛となり、仮親の育雛本能に依存して餌をもらい、成長して巣立っていく。托卵を見破られないようにするため、カッコウは卵の色や斑紋などを仮親の卵に似せている（仮親の卵に似た卵を生む性質が代を経て選択された）。また、托卵する際に仮親の卵を抜き出すが、その行動の意義は判っていない。基本的に、卵を託す相手は、同種または近縁種が選ばれる。しかし、稀に猛禽類など、場合によっては卵や雛を食べる肉食鳥が、選ばれることもある。
他にはスズメ目のコウウチョウやキツツキ目のミツオシエ科、カモ目のズグロガモが挙げられる。ズグロガモは離巣性で，雛は孵化するとすぐに独立する。

### 種内托卵
種内托卵を行う鳥類としてはダチョウやムクドリが知られている。ダチョウはオスが地面を掘ってできた窪みに高位のメスが産卵、そのまわりに群れのメス達が産卵する。これを最初に産卵したメスとオスが交代で抱卵する。
2008年にリスト化された時点で、カモ目74種、スズメ目66種、キジ目32種、チドリ目19種、ツル目8種、カワラヒワ目6種、その他の鳥類を合わせて234種で確認された。

### 対抗策
托卵されるということは繁殖のためのリソースを空費させられることにほかならず、托卵が始まったことにより生息数が減少する鳥も見られる。托卵に対抗できれば繁殖で有利となるため、「個体差の大きな卵を産むことで、托卵された卵を見分けやすくする」、さらに托卵者との共生が長く続く環境では「托卵による雛を殺す、あるいは巣ごと放棄して育てない」といった進化を遂げた鳥も存在する。種内托卵でも自分の雛を見分けて、托卵された雛を排除する例が見られるという。

### 人工的な托卵
動物園などでは親鳥が放棄した卵を同種、あるいは近縁種の鳥に育てさせることがある。この場合、卵を人工孵化させて雛を仮親に託す方法と卵を仮親に抱卵させる方法の2通りがある。

## 爬虫類
北米に生息するフロリダアカハラガメは同所に生息するアメリカアリゲーターの巣に托卵する。巣の発酵熱で孵化を早めると同時に、巣を守るアリゲーターの親を卵の護衛役に利用するが、托卵先のアリゲーターの卵に危害を加えるわけではない。

## 魚類
魚類では、日本に生息するコイ科の淡水魚であるムギツクが、オヤニラミ、ギギ、ドンコ、ヌマチチブ、ブルーギル等の卵を親が保護する魚類の巣に卵を産み付ける。近縁種で朝鮮半島に生息するホソムギツク、クロムギツクは、主にコウライオヤニラミに托卵する。
また、ナマズ類に属し、アフリカのタンガニーカ湖に生息する、シノドンティス・ムルティプンクタートス(和名・カッコウナマズ)は、マウスブルーダーであるシクリッドに卵を託す習性を持つ。このナマズの稚魚は、シクリッドの口腔内でシクリッドの卵を食べながら成長する。
タナゴなどの淡水魚類は、ドブガイなどの淡水二枚貝のエラに托卵する。産み付けられる貝は、産卵母貝という。

## 巻貝
エゾボラのメスは他個体の貝殻に卵を産み付ける行動が確認された。

## 昆虫類
昆虫類のシデムシの一部は種内托卵を行う。モンシデムシは托卵を行うが、托卵される側はこれに対抗する防衛本能として子殺しの特徴を備えている。すなわち、親は通常の孵化に要する時間と比べて孵化が早すぎる個体を殺す。
カッコウ蜂と呼ばれる別の蜂が作った巣に卵を産み付けて、先に孵化して元々の蜂の幼虫を殺してしまう蜂が存在する。

## ヒト
ヒトの夫婦において、配偶者以外の者（以前の恋人や不倫相手など）との間に生まれた子供を夫婦の実子として養育させることがあり、これを俗に「托卵」と表現することがある。
2017年、オランダの男性医師であるヤン・カールバルトは、不妊治療として精子提供を受ける女性たちに対して、「指定された提供者の精子」と偽って自身の精子による人工授精を行い、数十人以上の女性たちを妊娠・出産させていたとされる。

## 関連作品
- 絵本
  - おのきがく『もずのこども』[26]（1976年、講談社） - 講談社の創作絵本シリーズの一つ[27]。
- 漫画
  - ひさうちみちお『托卵』[28]（1995年、青林堂）